# TAL1
TAL1 (англ. TAL bHLH transcription factor 1, erythroid differentiation factor) – білок, який кодується однойменним геном, розташованим у людей на короткому плечі 1-ї хромосоми.  Довжина поліпептидного ланцюга білка становить 331 амінокислот, а молекулярна маса — 34 271.
| 10         |  | 20         |  | 30         |  | 40         |  | 50         |
| ---------- |  | ---------- |  | ---------- |  | ---------- |  | ---------- |
| MTERPPSEAA |  | RSDPQLEGRD |  | AAEASMAPPH |  | LVLLNGVAKE |  | TSRAAAAEPP |
| VIELGARGGP |  | GGGPAGGGGA |  | ARDLKGRDAA |  | TAEARHRVPT |  | TELCRPPGPA |
| PAPAPASVTA |  | ELPGDGRMVQ |  | LSPPALAAPA |  | APGRALLYSL |  | SQPLASLGSG |
| FFGEPDAFPM |  | FTTNNRVKRR |  | PSPYEMEITD |  | GPHTKVVRRI |  | FTNSRERWRQ |
| QNVNGAFAEL |  | RKLIPTHPPD |  | KKLSKNEILR |  | LAMKYINFLA |  | KLLNDQEEEG |
| TQRAKTGKDP |  | VVGAGGGGGG |  | GGGGAPPDDL |  | LQDVLSPNSS |  | CGSSLDGAAS |
| PDSYTEEPAP |  | KHTARSLHPA |  | MLPAADGAGP |  | R          |  |            |

A: Аланін

C: Цистеїн

D: Аспарагінова кислота

E: Глутамінова кислота

F: Фенілаланін

G: Гліцин

H: Гістидин

I: Ізолейцин

K: Лізин

L: Лейцин

M: Метіонін

N: Аспарагін

P: Пролін

Q: Глутамін

R: Аргінін

S: Серин

T: Треонін

V: Валін

W: Триптофан

Кодований геном білок за функцією належить до білків розвитку. 
Задіяний у таких біологічних процесах як транскрипція, регуляція транскрипції, диференціація. 
Білок має сайт для зв'язування з ДНК. 
Локалізований у ядрі.